# Stadtsparkasse Hilchenbach
Die Stadtsparkasse Hilchenbach war eine Sparkasse in Nordrhein-Westfalen mit Sitz in Hilchenbach. Sie war eine Anstalt des öffentlichen Rechts.
Am 1. Mai 2018 fusionierte die Stadtsparkasse Hilchenbach mit der Sparkasse Siegen.

## Geschäftsgebiet und Träger
Das Geschäftsgebiet der Stadtsparkasse Hilchenbach umfasste die Stadt Hilchenbach im Kreis Siegen-Wittgenstein, welche auch Trägerin der Sparkasse war.

## Geschäftszahlen
Die Stadtsparkasse Hilchenbach wies im Geschäftsjahr 2017 eine Bilanzsumme von 314,85 Mio. Euro aus und verfügte über Kundeneinlagen von 225,09 Mio. Euro. Gemäß der Sparkassenrangliste 2017 lag sie nach Bilanzsumme auf Rang 381. Sie unterhielt 5 Filialen/SB-Standorte und beschäftigte 76 Mitarbeiter.